# Az AS Monaco FC 2016–2017-es szezonja
Ez a szócikk az AS Monaco FC 2016–2017-es szezonjáról szól. A szezon 2016. augusztus 12-én kezdődött, és 2017. május 20-án ért véget.

## Jelenlegi keret
2016. augusztus 31. szerint:
| #  |     | Poszt | Név               |
| -- | --- | ----- | ----------------- |
| 1  | CRO | K     | Danijel Subašić   |
| 2  | BRA | V     | Fabinho           |
| 5  | BRA | V     | Jemerson          |
| 7  | MAR | KP    | Nabil Dirar       |
| 8  | POR | KP    | João Moutinho     |
| 9  | COL | CS    | Radamel Falcao    |
| 10 | POR | KP    | Bernardo Silva    |
| 11 | ARG | CS    | Guido Carrillo    |
| 14 | FRA | KP    | Tiemoué Bakayoko  |
| 16 | ITA | K     | Morgan De Sanctis |
| 18 | FRA | CS    | Valère Germain    |
| 19 | FRA | V     | Djibril Sidibé    |
| 20 | MLI | KP    | Adama Traoré      |
| 23 | FRA | V     | Benjamin Mendy    |

| #  |     | Poszt | Név               |
| -- | --- | ----- | ----------------- |
| 24 | ITA | V     | Andrea Raggi      |
| 25 | POL | V     | Kamil Glik        |
| 26 | BRA | KP    | Gabriel Boschilia |
| 27 | FRA | KP    | Thomas Lemar      |
| 28 | FRA | KP    | Corentin Jean     |
| 29 | FRA | CS    | Kylian Mbappé     |
| 30 | SEN | K     | Seydou Sy         |
| 31 | CGO | KP    | Yhoan Andzouana   |
| 34 | FRA | V     | Abdou Diallo      |
| 35 | FRA | V     | Kevin N'Doram     |
| 37 | FRA | KP    | Abdou Aziz Thiam  |
| 38 | MLI | V     | Almamy Touré      |
| 40 | FRA | K     | Loïc Badiashile   |

### Kölcsönadott játékosok
| # |     | Poszt | Név                                                         |
| - | --- | ----- | ----------------------------------------------------------- |
| — | FRA | K     | Paul Nardi (kölcsönben Rennes 2017. június 30-ig)           |
| — | POR | KP    | Rony Lopes (kölcsönben Lille 2017. június 30-ig)            |
| — | POR | KP    | Gil Dias (kölcsönben Rio Ave 2017. június 30-ig)            |
| — | MAR | KP    | Youssef Aït Bennasser (kölcsönben Nancy 2017. június 30-ig) |

| # |     | Poszt | Név                                                        |
| - | --- | ----- | ---------------------------------------------------------- |
| — | FRA | CS    | Ilyes Chaïbi (kölcsönben Ajaccio 2017. június 30-ig)       |
| — | FRA | CS    | Allan Saint-Maximin (kölcsönben Bastia 2017. június 30-ig) |
| — | CIV | CS    | Lacina Traoré (kölcsönben CSKA Moszkva 2017. június 30-ig) |

## Ligue 1
| 2016. augusztus 12. 20:30 1. forduló |

| AS Monaco                                                  | 2–2         | Guingamp                                        |
| ---------------------------------------------------------- | ----------- | ----------------------------------------------- |
| Mendy 32' Dirar 65' Fabinho 71' (11-esből) 90+4' Silva 84' | Jegyzőkönyv | Ikoko 12' Diallo 15' 29' Privat 37' Kerbrat 76' |

| II. Lajos Stadion, Fontvieille Nézőszám: 8,019 Játékvezető: Jérôme Miguelgorry |

| 2016. augusztus 20. 17:00 2. forduló |

| Nantes                      | 0–1         | AS Monaco                                                   |
| --------------------------- | ----------- | ----------------------------------------------------------- |
| Gillet 83' Diego Carlos 89' | Jegyzőkönyv | Boschilia 25' Tisserand 34' Glik 87' Subašić 89' Jean 90+2' |

| Stade de la Beaujoire, Nantes Nézőszám: 25,908 Játékvezető: Stéphane Lannoy |

| 2016. augusztus 28. 20:45 3. forduló |

| AS Monaco                                                   | 3–1         | Paris Saint-Germain                  |
| ----------------------------------------------------------- | ----------- | ------------------------------------ |
| Moutinho 13' Bakayoko 25' Fabinho 45' (11-esből) Aurier 80' | Jegyzőkönyv | Cavani 27' David Luiz 45' Cavani 63' |

| II. Lajos Stadion, Fontvieille Nézőszám: 15,219 Játékvezető: Ruddy Buquet |

| 2016. szeptember 10. 20:00 4. forduló |

| Lille                                    | 1–4         | AS Monaco                                                |
| ---------------------------------------- | ----------- | -------------------------------------------------------- |
| Palmieri 44' 90' Bauthéac 76' Amadou 83' | Jegyzőkönyv | Sidibé 2' Traoré 17' Bakayoko 45+1' Fabinho 47' Glik 71' |

| Stade Pierre-Mauroy, Villeneuve-d’Ascq Játékvezető: Tony Chapron |

| 2016. szeptember 17. 17:00 5. forduló |

| AS Monaco                             | 3–0         | Rennes  |
| ------------------------------------- | ----------- | ------- |
| Falcao 42' Traoré 52' Lemar 90' 90+2' | Jegyzőkönyv | Sio 52' |

| II. Lajos Stadion, Fontvieille Nézőszám: 4,000 Játékvezető: Frank Schneider |

| 2016. szeptember 21. 19:00 6. forduló |

| Nice                                               | 4–0         | AS Monaco               |
| -------------------------------------------------- | ----------- | ----------------------- |
| Baysse 17' Balotelli 30' 68' Belhanda 45' Pléa 86' | Jegyzőkönyv | Falcao 21' Bakayoko 83′ |

| Allianz Riviera, Nice Nézőszám: 21,867 Játékvezető: Benoît Bastien |

| 2016. szeptember 24. 20:00 7. forduló |

| AS Monaco                         | 2–1         | Angers                    |
| --------------------------------- | ----------- | ------------------------- |
| Glik 66' Fabinho 73' Nwakaeme 76' | Jegyzőkönyv | Diedhiou 55' Nwakaeme 75' |

| II. Lajos Stadion, Fontvieille Nézőszám: 6,019 Játékvezető: Jérôme Miguelgorry |

| 2016. október 1. 20:00 8. forduló |

| Metz                               | 0–7         | AS Monaco                                                                                       |
| ---------------------------------- | ----------- | ----------------------------------------------------------------------------------------------- |
| Biševac 4' Cohade 32' Doukouré 60′ | Jegyzőkönyv | Lemar 8' Germain 23' Silva 40' Fabinho 68' (11-esből) Carrillo 72' 83' Sidibé 76' Boschilia 89' |

| Stade Saint-Symphorien, Metz Nézőszám: 19,163 Játékvezető: Ruddy Buquet |

| 2016. október 14. 19:00 9. forduló |

| Toulouse                                    | 3–1         | AS Monaco           |
| ------------------------------------------- | ----------- | ------------------- |
| Braithwaite 21', 84' 87' Trejo 65' Diop 80' | Jegyzőkönyv | Germain 4' Glik 29' |

| Stadium Municipal, Toulouse Nézőszám: 17,602 Játékvezető: Lionel Jaffredo |

| 2016. október 21. 20:45 10. forduló |

| AS Monaco                                                                                   | 6–2         | Montpellier                 |
| ------------------------------------------------------------------------------------------- | ----------- | --------------------------- |
| Glik 8' Falcao 36' (11-esből) Mbappé 49' Jemerson 64', 72' Germain 74' Lemar 76' Traoré 89' | Jegyzőkönyv | Boudebouz 9' 61' (11-esből) |

| II. Lajos Stadion, Fontvieille Nézőszám: 7,619 Játékvezető: Amaury Delerue |

| 2016. október 29. 20:00 11. forduló |

| Saint-Étienne | 1–1         | AS Monaco                                       |
| ------------- | ----------- | ----------------------------------------------- |
| Perrin 18'    | Jegyzőkönyv | Glik 5', 58' Mendy 49' Fabinho 53' Jemerson 82' |

| Stade Geoffroy-Guichard, Saint-Étienne Nézőszám: 35,890 Játékvezető: Ruddy Buquet |

| 2016. november 5. 17:00 12. forduló |

| AS Monaco                                                                      | 6–0         | Nancy      |
| ------------------------------------------------------------------------------ | ----------- | ---------- |
| Falcao 25' 30' (11-esből) Mbappé 65' Carrillo 87' 90+2' Fabinho 90' (11-esből) | Jegyzőkönyv | Badila 60' |

| II. Lajos Stadion, Fontvieille Nézőszám: 5,539 Játékvezető: François Letexier |

| 2016. november 18. 19:00 13. forduló |

| Lorient | 0–3         | AS Monaco                                         |
| ------- | ----------- | ------------------------------------------------- |
|         | Jegyzőkönyv | Jemerson 27' Falcao 64' Lemar 67' Boschilia 90+2' |

| Stade du Moustoir, Lorient Nézőszám: 9,574 Játékvezető: Fredy Fautrel |

| 2016. november 26. 17:10 14. forduló |

| AS Monaco                                        | 4–0         | Marseille                  |
| ------------------------------------------------ | ----------- | -------------------------- |
| Boschilia 23' 23' Germain 29' 39' Carrillo 90+1' | Jegyzőkönyv | Gomis 13' Alessandrini 23' |

| II. Lajos Stadion, Fontvieille Nézőszám: 14,089 Játékvezető: Clément Turpin |

| 2016. november 29. 21:00 15. forduló |

| Dijon                           | 1–1 | AS Monaco    |
| ------------------------------- | --- | ------------ |
| Rivière 20' Sammaritano 84' 87' |     | Carrillo 17' |

| Stade Gaston Gérard, Dijon Nézőszám: 10,263 Játékvezető: Tony Chapron |

| 2016. december 3. 20:00 16. forduló |

| AS Monaco                                                                      | 5–0         | Bastia                           |
| ------------------------------------------------------------------------------ | ----------- | -------------------------------- |
| Mbappé 10', 69' Fabinho 17' Jemerson 21' Lemar 66' Falcao 68' 73' Carrillo 79' | Jegyzőkönyv | Cioni 23' Danic 38' Crivelli 80' |

| II. Lajos Stadion, Fontvieille Nézőszám: 7,019 Játékvezető: Benoît Millot |

| 2016. december 10. 17:00 17. forduló |

| Bordeaux                                     | 0–4         | AS Monaco                                        |
| -------------------------------------------- | ----------- | ------------------------------------------------ |
| Laborde 51' Pallois 62' Plašil 63' Ounas 68′ | Jegyzőkönyv | Sidibé 2' Falcao 4' 50' 64' (11-esből) Mendy 84' |

| Nouveau Stade de Bordeaux, Bordeaux Nézőszám: 38,803 Játékvezető: Benoît Bastien |

| 2016. december 18. 20:45 18. forduló |

| AS Monaco                                                        | 1–3         | Lyon                                                        |
| ---------------------------------------------------------------- | ----------- | ----------------------------------------------------------- |
| Sidibé 26' Mendy 39′ Silva 52' Fabinho 53' Glik 56' Bakayoko 70' | Jegyzőkönyv | Ghezzal 29' Yanga-Mbiwa 42' Valbuena 65', 74' Lacazette 87' |

| II. Lajos Stadion, Fontvieille Nézőszám: 13,129 Játékvezető: Ruddy Buquet |

| 2016. december 21. 20:50 19. forduló |

| AS Monaco                                                  | 2–1         | Caen                          |
| ---------------------------------------------------------- | ----------- | ----------------------------- |
| Falcao 40' 48' (11-esből) Mbappé 54' Glik 65' Bakayoko 76' | Jegyzőkönyv | Da Silva 2′, 51′ Bazile 90+4' |

| II. Lajos Stadion, Fontvieille Nézőszám: 4,319 Játékvezető: Bartolomeu Varela |

| 2017. január 15. 21:00 20. forduló |

| Marseille | 1–4         | AS Monaco                              |
| --------- | ----------- | -------------------------------------- |
|           | Jegyzőkönyv | Lemar 15' Falcao 21' Silva 34' 44' 56' |

| Stade Vélodrome Nézőszám: 43,814 ljátékvezer = Clément Turpin |

| 2017. január 22. 15:00 21. forduló |

| AS Monaco                                    | 4–0         | Lorient |
| -------------------------------------------- | ----------- | ------- |
| Boschilia 24' 28' Germain 37' 59' Sidibé 90' | Jegyzőkönyv |         |

| II. Lajos Stadion, Fontvieille Nézőszám: 35,549 Játékvezető: Amaury Delerue |

| 2017. január 29. 20:00 22. forduló |

| Paris Saint-Germain   | 1–1 | AS Monaco              |
| --------------------- | --- | ---------------------- |
| Cavani 81' (11-esből) |     | Sidibé 80' Silva 90+2' |

| Parc des Princes, Párizs Nézőszám: 47,238 |

| 2017. február 4. 17:00 23. forduló |

| AS Monaco                               | 3–0 | Nice     |
| --------------------------------------- | --- | -------- |
| Germain 48' Jemerson 57' Falcao 60' 81' |     | Seri 13' |

| II. Lajos Stadion, Fontvieille Nézőszám: 16,049 Játékvezető: Benoît Bastien |

| 2017. február 7. 19:00 24. forduló |

| Montpellier          | 1–2         | AS Monaco                                       |
| -------------------- | ----------- | ----------------------------------------------- |
| Sylla 15' Hilton 47' | Jegyzőkönyv | Glik 16' Mbappé 20' Mendy 72' Jemerson 82′, 88′ |

| Stade de la Mosson, Montpellier Nézőszám: 12,433 Játékvezető: Mikael Lesage |

| 2017. február 11. 20:00 25. forduló |

| AS Monaco                                  | 5–0         | Metz                                  |
| ------------------------------------------ | ----------- | ------------------------------------- |
| Mbappé 7' 20' 49' Falcao 10' 55' Mendy 61' | Jegyzőkönyv | Mollet 63' Rivierez 66' Signorino 77' |

| II. Lajos Stadion, Fontvieille Nézőszám: 6,069 Játékvezető: Olivier Thual |

| 2017. február 17. 20:45 26. forduló |

| Bastia                              | 1–1         | AS Monaco |
| ----------------------------------- | ----------- | --------- |
| Diallo 19' Coulibaly 21' Nangis 89' | Jegyzőkönyv | Silva 52' |

| Stade Armand Cesari, Bastia Nézőszám: 10,059 Játékvezető: Clément Turpin |

| 2017. február 25. 17:00 27. forduló |

| Guingamp                               | 1–2         | AS Monaco |
| -------------------------------------- | ----------- | --------- |
| Ikoko 62' Johnsson 86' Didot 90' 90+3' | Jegyzőkönyv |           |

| Stade de Roudourou, Guingamp Nézőszám: 15,912 Játékvezető: Amaury Delerue |

| 2017. március 5. 21:00 28. forduló |

| AS Monaco                                                                  | 4–0         | Nantes               |
| -------------------------------------------------------------------------- | ----------- | -------------------- |
| Mbappé 4' 45+1' Germain 43' Jemerson 45' Fabinho 59' (11-esből) Sidibé 66' | Jegyzőkönyv | Pardo 42' Bammou 88' |

| II. Lajos Stadion, Fontvieille Nézőszám: 7,649 Játékvezető: Mikael Lesage |

| 2017. március 11. 16:45 29. forduló |

| AS Monaco                           | 2–1         | Bordeaux                                      |
| ----------------------------------- | ----------- | --------------------------------------------- |
| Fabinho 27' Mbappé 68' Moutinho 74' | Jegyzőkönyv | Rolán 84' J.Ménez 88' Gajić 88' Pallois 90+2' |

| II. Lajos Stadion, Fontvieille Nézőszám: 11,009 Játékvezető: Ruddy Buquet |

| 2017. március 19. 15:00 30. forduló |

| Caen         | 0–3         | AS Monaco                             |
| ------------ | ----------- | ------------------------------------- |
| Da Silva 38' | Jegyzőkönyv | Mbappé 19' 81' Fabinho 49' (11-esből) |

| Stade Michel d'Ornano, Caen Nézőszám: 19,399 Játékvezető: Antony Gautier |

| 2017. április 1. 15:00 31. forduló |

| AS Monaco | – | Saint-Étienne |
| --------- | - | ------------- |
|           |   |               |

| II. Lajos Stadion, Fontvieille |

| 2017. április 8. 17:00 32. forduló |

| Angers                 | 0–1         | AS Monaco            |
| ---------------------- | ----------- | -------------------- |
| Mangani 77' N'Doye 84' | Jegyzőkönyv | Falcao 61' Dirar 77' |

| Stade Jean-Bouin, Angers Nézőszám: 15,235 Játékvezető: Bartolomeu Varela |

| 2017. április 15. 33. forduló |

| AS Monaco | – | Dijon |
| --------- | - | ----- |
|           |   |       |

| II. Lajos Stadion, Fontvieille |

## Coupe de France
| 2017. január 6. 21:00 |

| AS Monaco                           | 2–1         | Ajaccio                                                  |
| ----------------------------------- | ----------- | -------------------------------------------------------- |
| Falcao 19' Germain 67' Sidibé 90+4' | Jegyzőkönyv | Pierre-Charles 61' Cavalli 65' (11-esből) Boé-Kane 90+1' |

| II. Lajos Stadion, Fontvieille Játékvezető: Sébastien Desiage |

| 2017. február 1. 18:00 |

| Chambly                                                                      | 4–5         | AS Monaco                                                             |
| ---------------------------------------------------------------------------- | ----------- | --------------------------------------------------------------------- |
| Soubervie 57' 90+3' Padovani 70' 111' Gendrey 81' L.Doucouré 90+2' Burel 92' | Jegyzőkönyv | Carrillo 17' Lemar 34' Mbappé 48' Raggi 89′ N'Doram 90' 96' Glik 103' |

| Stade Pierre Brisson, Beauvais Nézőszám: 7,555 Játékvezető: Johan Hamel |

| 2017. március 1. 20:00 |

| Marseille                                           | 3–4         | AS Monaco                                                  |
| --------------------------------------------------- | ----------- | ---------------------------------------------------------- |
| Payet 43' Vainqueur 60' Cabella 83' 110' Dória 114' | Jegyzőkönyv | Moutinho 19' Mbappé 66' Mendy 104' Lemar 113' Fabinho 119' |

| Stade Vélodrome, Marseille Nézőszám: 35,513 Játékvezető: Benoit Millet |

| 2017. április |

| AS Monaco | – | Lille |
| --------- | - | ----- |
|           |   |       |

| II. Lajos Stadion, Fontvieille |

## Coupe de la Ligue
| 2016. december 14. 21:05 |

| AS Monaco                                                | 7–0         | Rennes |
| -------------------------------------------------------- | ----------- | ------ |
| Mbappé 11' 21' 62' Boschilia 35' 79' Jean 83' Cavaré 84' | Jegyzőkönyv |        |

| II. Lajos Stadion, Fontvieille Játékvezető: Frank Schneider |

## UEFA-bajnokok ligája

### E csoport
| Hely. | Csapat            | M | Gy | D | V | G+ | G– | Gk | P  | Továbbjutás                             |
| ----- | ----------------- | - | -- | - | - | -- | -- | -- | -- | --------------------------------------- |
| 1.    | AS Monaco         | 6 | 3  | 2 | 1 | 9  | 7  | +2 | 11 | Továbbjut az egyenes kieséses szakaszba |
| 2.    | Bayer Leverkusen  | 6 | 2  | 4 | 0 | 8  | 4  | +4 | 10 | Továbbjut az egyenes kieséses szakaszba |
| 3.    | Tottenham Hotspur | 6 | 2  | 1 | 3 | 6  | 6  | 0  | 7  | Átkerül az Európa-ligába                |
| 4.    | CSZKA Moszkva     | 5 | 0  | 3 | 2 | 4  | 8  | −4 | 3  |                                         |

### Mérkőzések
| 2017. február 21. 20:45 |

| Manchester City                                 | 5–3               | AS Monaco                 |
| ----------------------------------------------- | ----------------- | ------------------------- |
| Sterling 26' Agüero 58' 71' Stones 77' Sané 82' | (1–2) Jegyzőkönyv | Falcao 32' 61' Mbappé 40' |

| City of Manchester Stadion, Manchester Játékvezető: Antonio Mateu Lahoz (spanyol) |

| 2017. március 15. 20:45 |

| AS Monaco                          | 3–1               | Manchester City |
| ---------------------------------- | ----------------- | --------------- |
| Mbappé 8' Fabinho 29' Bakayoko 77' | (2–0) Jegyzőkönyv | Sané 71'        |

| II. Lajos Stadion, Monaco Játékvezető: Gianluca Rocchi (olasz) |

### Negyeddöntők
| 2017. április 12. 18:45 |

| Borussia Dortmund      | 2–3               | AS Monaco                         |
| ---------------------- | ----------------- | --------------------------------- |
| Dembélé 57' Kagava 84' | (0–2) Jegyzőkönyv | Mbappé 19' 79' Bender 35' (öngól) |

| Westfalenstadion, Dortmund Játékvezető: Daniele Orsato (olasz) |

| 2017. április 19. 20:45 |

| AS Monaco                        | 3 – 1             | Borussia Dortmund |
| -------------------------------- | ----------------- | ----------------- |
| Mbappé 3' Falcao 17' Germain 81' | (2–0) Jegyzőkönyv | Reus 48'          |

| II. Lajos Stadion, Monaco Nézőszám: 17,135 Játékvezető: Damir Skomina (szlovén) |

1. ↑  A Borussia Dortmund – AS Monaco mérkőzést eredetileg 2017. április 11-én 20:45-től játszották volna, de elhalasztották a Dortmund buszának közelében történt robbanás miatt.[3]

### Elődöntők
| 2017. május 3. 20:45 |

| AS Monaco                                                                       | 0 – 2               | Juventus |
| ------------------------------------------------------------------------------- | ------------------- | --- |
| Fabinho 37' Moutinho 66' Bakayoko 66' Germain 67' Lemar 67' Touré 82' Silva 82' | (0 – 1) Jegyzőkönyv | Bonucci 21' Higuaín 29' 59' Marchisio 58' Chiellini 69' Cuadrado 77' Higuaín 77' Rincón 81' Marchisio 77' Lemina 89' Pjanić 89' |

| II. Lajos Stadion, Monaco Nézőszám: 16,762 Játékvezető: Antonio Mateu Lahoz (spanyol) |

| 2017. május 9. 20:45 |

| Juventus | –   | AS Monaco |
| -------- | --- | --------- |
|          | (–) |           |

| Juventus Stadion, Torino |